# 33. Turniej Czterech Skoczni
33. Turniej Czterech Skoczni był częścią Pucharu Świata w skokach narciarskich w sezonie 1984/1985. Rozgrywany był od 30 grudnia 1984 do 6 stycznia 1985.
Turniej wygrał  Jens Weißflog.

## Oberstdorf
Data: 30 grudnia 1984

Państwo:  RFN

Skocznia: Schattenbergschanze

### Wyniki konkursu
| Poz. | Imię i nazwisko | Narodowość     | Punkty |
| ---- | --------------- | -------------- | ------ |
| 1.   | Ernst Vettori   | Austria        | 235,4  |
| 2.   | Matti Nykänen   | Finlandia      | 223,9  |
| 3.   | Andreas Felder  | Austria        | 220,4  |
| 4.   | Jens Weißflog   | NRD            | 216,7  |
| 5.   | Klaus Ostwald   | NRD            | 211,7  |
| 6.   | Pavel Ploc      | Czechosłowacja | 210,7  |
| 7.   | Per Bergerud    | Norwegia       | 206,6  |
| 8.   | Armin Kogler    | Austria        | 202,3  |
| 9.   | Piotr Fijas     | Polska         | 200,4  |
| 10.  | Martin Švagerko | Czechosłowacja | 198,5  |

## Garmisch-Partenkirchen
Data: 1 stycznia 1985

Państwo:  RFN

Skocznia: Große Olympiaschanze

### Wyniki konkursu
| Poz. | Imię i nazwisko | Narodowość     | Punkty |
| ---- | --------------- | -------------- | ------ |
| 1.   | Jens Weißflog   | NRD            | 210,1  |
| 2.   | Jari Puikkonen  | Finlandia      | 197,9  |
| 3.   | Klaus Ostwald   | NRD            | 196,6  |
| 4.   | Hroar Stjernen  | Norwegia       | 193,6  |
| 5.   | Horst Bulau     | Kanada         | 192,3  |
| 6.   | Jiří Parma      | Czechosłowacja | 192,2  |
| 7.   | Piotr Fijas     | Polska         | 188,8  |
| 8.   | Matti Nykänen   | Finlandia      | 188,4  |
| 9.   | Rolf Åge Berg   | Norwegia       | 187,2  |
| 10.  | Ernst Vettori   | Austria        | 183,7  |

## Innsbruck
Data: 4 stycznia 1985

Państwo:  Austria

Skocznia: Bergisel

### Wyniki konkursu
| Poz. | Imię i nazwisko      | Narodowość     | Punkty |
| ---- | -------------------- | -------------- | ------ |
| 1.   | Matti Nykänen        | Finlandia      | 219,3  |
| 2.   | Jens Weißflog        | NRD            | 215,8  |
| 3.   | Pavel Ploc           | Czechosłowacja | 208,8  |
| 4.   | Jiří Parma           | Czechosłowacja | 207,1  |
| 5.   | Klaus Ostwald        | NRD            | 202,9  |
| 6.   | Rolf Åge Berg        | Norwegia       | 198,1  |
| 7.   | Ole Gunnar Fidjestøl | Norwegia       | 198,0  |
| 8.   | Halvor Persson       | Norwegia       | 197,0  |
| 9.   | Andreas Felder       | Austria        | 196,6  |
| 10.  | Frank Sauerbrey      | NRD            | 196,2  |

## Bischofshofen
Data: 6 stycznia 1985

Państwo:  Austria

Skocznia: Paul-Ausserleitner-Schanze

### Wyniki konkursu
| Poz. | Imię i nazwisko | Narodowość     | Punkty |
| ---- | --------------- | -------------- | ------ |
| 1.   | Hroar Stjernen  | Norwegia       | 221,5  |
| 2.   | Klaus Ostwald   | NRD            | 219,0  |
| 3.   | Piotr Fijas     | Polska         | 214,0  |
| 4.   | Jens Weißflog   | NRD            | 212,7  |
| 5.   | Rolf Åge Berg   | Norwegia       | 211,1  |
| 6.   | Matti Nykänen   | Finlandia      | 209,0  |
| 7.   | Pavel Ploc      | Czechosłowacja | 208,8  |
| 8.   | Ernst Vettori   | Austria        | 208,5  |
| 9.   | Jari Puikkonen  | Finlandia      | 206,5  |
| 10.  | Andreas Felder  | Austria        | 204,8  |

## Klasyfikacja generalna
| Poz. | Skoczek        | Kraj           | Punkty |
| ---- | -------------- | -------------- | ------ |
| 1.   | Jens Weißflog  | NRD            | 855,3  |
| 2.   | Matti Nykänen  | Finlandia      | 840,6  |
| 3.   | Klaus Ostwald  | NRD            | 830,2  |
| 4.   | Ernst Vettori  | Austria        | 819,3  |
| 5.   | Pavel Ploc     | Czechosłowacja | 805,0  |
| 6.   | Andreas Felder | Austria        | 803,9  |
| 7.   | Piotr Fijas    | Polska         | 793,2  |
| 8.   | Rolf Åge Berg  | Norwegia       | 788,9  |
| 9.   | Hroar Stjernen | Norwegia       | 784,1  |
| 10.  | Jiří Parma     | Czechosłowacja | 781,5  |